# Enteromius
Enteromius è un genere di pesci della classe Actinopterygii appartenente alla famiglia dei Cyprinidae.

## Specie
Le specie appartenenti a questo genere sono:
- Enteromius ablabes (Bleeker, 1863)
- Enteromius aboinensis Boulenger, 1911
- Enteromius afrohamiltoni Crass, 1960 (Hamilton's barb)
- Enteromius afrovernayi Nichols & Boulton, 1927 (Spottail barb)
- Enteromius aliciae Bigorne & Lévêque, 1993
- Enteromius aloyi Román, 1971
- Enteromius amanpoae J. G. Lambert, 1961
- Enteromius amatolicus P. H. Skelton, 1990 (Amatola barb)
- Enteromius anema Boulenger, 1903
- Enteromius annectens Gilchrist & W. W. Thompson, 1917 (Broad-striped barb)
- Enteromius anniae Lévêque, 1983
- Enteromius anoplus M. C. W. Weber, 1897 (Chubbyhead barb)
- Enteromius ansorgii Boulenger, 1904
- Enteromius apleurogramma Boulenger, 1911 (East African red-finned barb)
- Enteromius arambourgi Pellegrin, 1935
- Enteromius arcislongae Keilhack, 1908
- Enteromius argenteus Günther, 1868 (Rosefin barb)
- Enteromius aspilus Boulenger, 1907
- Enteromius atakorensis Daget, 1957
- Enteromius atkinsoni R. G. Bailey, 1969 (Dashdot barb)
- Enteromius atromaculatus Nichols & Griscom, 1917
- Enteromius bagbwensis Norman, 1932
- Enteromius barnardi R. A. Jubb, 1965 (Blackback barb)
- Enteromius barotseensis Pellegrin, 1920 (Barotse barb)
- Enteromius baudoni Boulenger, 1918
- Enteromius bawkuensis A. J. Hopson, 1965
- Enteromius bifrenatus Fowler, 1935 (Hyphen barb)
- Enteromius bigornei Lévêque, Teugels & Thys van den Audenaerde, 1988
- Enteromius boboi L. P. Schultz, 1942
- Enteromius bourdariei Pellegrin, 1928
- Enteromius brachygramma Boulenger, 1915 (Line-spotted ufipa barb)
- Enteromius brazzai Pellegrin, 1901
- Enteromius breviceps Trewavas, 1936 (Short-head barb)
- Enteromius brevidorsalis Boulenger, 1915 (Dwarf barb)
- Enteromius brevilateralis Poll, 1967
- Enteromius brevipinnis R. A. Jubb, 1966 (Short-fin barb)
- Enteromius brichardi Poll & J. G. Lambert, 1959
- Enteromius cadenati Daget, 1962
- Enteromius callipterus Boulenger, 1907 (Clipper barb)
- Enteromius camptacanthus (Bleeker, 1863) (African red-finned barb)
- Enteromius candens Nichols & Griscom, 1917
- Enteromius carcharhinoides Stiassny, 1991
- Enteromius carens Boulenger, 1912
- Enteromius castrasibutum Fowler, 1936
- Enteromius catenarius Poll & J. G. Lambert, 1959
- Enteromius caudosignatus Poll, 1967
- Enteromius cercops Whitehead, 1960 (Luambwa barb)
- Enteromius chicapaensis Poll, 1967
- Enteromius chiumbeensis Pellegrin, 1936
- Enteromius chlorotaenia Boulenger, 1911
- Enteromius choloensis Norman, 1925 (Silver barb)
- Enteromius citrinus Boulenger, 1920
- Enteromius clauseni Thys van den Audenaerde, 1976
- Enteromius collarti Poll, 1945
- Enteromius condei Mahnert & Géry, 1982
- Enteromius deguidei Matthes, 1964
- Enteromius deserti Pellegrin, 1909
- Enteromius devosi Banyankimbona, Vreven & Snoeks, 2012 [1]
- Enteromius dialonensis Daget, 1962
- Enteromius diamouanganai Teugels & Mamonekene, 1992
- Enteromius ditinensis Daget, 1962
- Enteromius dorsolineatus Trewavas, 1936 (Cunene barb)
- Enteromius eburneensis Poll, 1941
- Enteromius ensis Boulenger, 1910
- Enteromius erythrozonus Poll & J. G. Lambert, 1959
- Enteromius eutaenia Boulenger, 1904 (Orangefin barb)
- Enteromius evansi Fowler, 1930
- Enteromius fasciolatus Günther, 1868 (African banded barb)
- Enteromius foutensis Lévêque, Teugels & Thys van den Audenaerde, 1988
- Enteromius greenwoodi Poll, 1967
- Enteromius guildi Loiselle, 1973
- Enteromius guineensis Pellegrin, 1913
- Enteromius guirali Thominot, 1886
- Enteromius gurneyi Günther, 1868 (Redtail barb)
- Enteromius haasianus L. R. David, 1936 (Sickle barb)
- Enteromius holotaenia Boulenger, 1904 (Spotscale barb)
- Enteromius huguenyi Bigorne & Lévêque, 1993
- Enteromius hulstaerti Poll, 1945 (Butterfly barb)
- Enteromius humeralis Boulenger, 1902
- Enteromius humilis Boulenger, 1902
- Enteromius inaequalis Lévêque, Teugels & Thys van den Audenaerde, 1988
- Enteromius innocens Pfeffer, 1896 (Inconspicuous barb)
- Enteromius jacksoni Günther, 1889 (Jackson's barb)
- Enteromius jae Boulenger, 1903 (Jae barb)
- Enteromius janssensi Poll, 1976
- Enteromius kamolondoensis Poll, 1938
- Enteromius kerstenii W. K. H. Peters, 1868 (Redspot barb)
- Enteromius kessleri (Steindachner, 1866) (Gillbar barb)
- Enteromius kissiensis Daget, 1954
- Enteromius kuiluensis Pellegrin, 1930
- Enteromius lamani Lönnberg & Rendahl, 1920
- Enteromius laticeps Pfeffer, 1889
- Enteromius lauzannei Lévêque & Paugy, 1982
- Enteromius leonensis Boulenger, 1915
- Enteromius liberiensis Steindachner, 1894
- Enteromius lineomaculatus Boulenger, 1903 (Line-spotted barb)
- Enteromius litamba Keilhack, 1908
- Enteromius lornae Ricardo-Bertram, 1943
- Enteromius loveridgii Boulenger, 1916
- Enteromius lufukiensis Boulenger, 1917
- Enteromius luikae Ricardo-Bertram, 1939 (Luika barb)
- Enteromius lujae Boulenger, 1913
- Enteromius lukindae Boulenger, 1915
- Enteromius lukusiensis L. R. David & Poll, 1937
- Enteromius luluae Fowler, 1930
- Enteromius machadoi Poll, 1967
- Enteromius macinensis Daget, 1954
- Enteromius macrops Boulenger, 1911 (Blackstripe barb)
- Enteromius macrotaenia Worthington, 1933 (Broadband barb)
- Enteromius magdalenae Boulenger, 1906 (Bunjako barb)
- Enteromius manicensis Pellegrin, 1919 (Yellow barb)
- Enteromius marmoratus L. R. David & Poll, 1937
- Enteromius martorelli Román, 1971
- Enteromius mattozi A. R. P. Guimarães, 1884 (Papermouth)
- Enteromius mediosquamatus Poll, 1967
- Enteromius melanotaenia Stiassny, 1991
- Enteromius mimus Boulenger, 1912 (Ewaso Nyiro barb)
- Enteromius miolepis Boulenger, 1902 (Zigzag barb)
- Enteromius mocoensis Trewavas, 1936
- Enteromius mohasicus Pappenheim, 1914
- Enteromius motebensis Steindachner, 1894 (Marico barb)
- Enteromius multilineatus Worthington, 1933 (Copperstripe barb)
- Enteromius musumbi Boulenger, 1910
- Enteromius neefi Greenwood, 1962 (Sidespot barb)
- Enteromius neglectus Boulenger, 1903
- Enteromius neumayeri J. G. Fischer, 1884 (Neumayer's barb)
- Enteromius nigeriensis Boulenger, 1903
- Enteromius nigrifilis Nichols, 1928
- Enteromius nigroluteus Pellegrin, 1930
- Enteromius niokoloensis Daget, 1959
- Enteromius nounensis Van den Bergh & Teugels, 1998
- Enteromius nyanzae Whitehead, 1960 (Nyanza barb)
- Enteromius okae (Fowler, 1949)
- Enteromius oligogrammus L. R. David, 1937
- Enteromius olivaceus Seegers, 1996 (Olive-green ufipa barb)
- Enteromius owenae Ricardo-Bertram, 1943
- Enteromius pallidus A. Smith, 1841 (Goldie barb)
- Enteromius paludinosus W. K. H. Peters, 1852 (Straightfin barb)
- Enteromius papilio Banister & R. G. Bailey, 1979
- Enteromius parablabes Daget, 1957
- Enteromius parajae Van den Bergh & Teugels, 1998
- Enteromius pellegrini Poll, 1939 (Pellegrin's barb)
- Enteromius perince Rüppell, 1835
- Enteromius petchkovskyi Poll, 1967
- Enteromius pleurogramma Boulenger, 1902
- Enteromius pobeguini Pellegrin, 1911
- Enteromius poechii Steindachner, 1911 (Dashtail barb)
- Enteromius potamogalis Cope, 1867
- Enteromius prionacanthus Mahnert & Géry, 1982
- Enteromius profundus Greenwood, 1970
- Enteromius pseudotoppini Seegers, 1996
- Enteromius pumilus Boulenger, 1901
- Enteromius punctitaeniatus Daget, 1954
- Enteromius pygmaeus Poll & J. P. Gosse, 1963
- Enteromius quadrilineatus L. R. David, 1937
- Enteromius quadripunctatus Pfeffer, 1896 (Four-spotted barb)
- Enteromius radiatus W. K. H. Peters, 1853 (Redeye barb)
- Enteromius raimbaulti Daget, 1962
- Enteromius rohani Pellegrin, 1921
- Enteromius roussellei Ladiges & Voelker, 1961
- Enteromius rouxi Daget, 1961
- Enteromius rubrostigma Poll & J. G. Lambert, 1964
- Enteromius salessei Pellegrin, 1908
- Enteromius sensitivus T. R. Roberts, 2010
- Enteromius serengetiensis Farm, 2000
- Enteromius sexradiatus Boulenger, 1911 (Kavirondo barb)
- Enteromius seymouri Tweddle & P. H. Skelton, 2008
- Enteromius stanleyi Poll & J. P. Gosse, 1974
- Enteromius stauchi Daget, 1967
- Enteromius stigmasemion Fowler, 1936
- Enteromius stigmatopygus Boulenger, 1903
- Enteromius subinensis A. J. Hopson, 1965
- Enteromius sublineatus Daget, 1954
- Enteromius sylvaticus Loiselle & Welcomme, 1971
- Enteromius syntrechalepis (Fowler, 1949)
- Enteromius taeniopleura Boulenger, 1917
- Enteromius taeniurus Boulenger, 1903
- Enteromius tanapelagius Graaf, Dejen, Sibbing & Osse, 2000
- Enteromius tegulifer Fowler, 1936
- Enteromius tetraspilus Pfeffer, 1896
- Enteromius tetrastigma Boulenger, 1913
- Enteromius teugelsi Bamba, Vreven & Snoeks, 2011 [2]
- Enteromius thamalakanensis Fowler, 1935 (Thamalakane barb)
- Enteromius thysi Trewavas, 1974
- Enteromius tiekoroi Lévêque, Teugels & Thys van den Audenaerde, 1987
- Enteromius tomiensis Fowler, 1936
- Enteromius tongaensis Rendahl, 1935
- Enteromius toppini Boulenger, 1916 (East Coast barb)
- Enteromius traorei Lévêque, Teugels & Thys van den Audenaerde, 1987
- Enteromius treurensis A. A. v. J. Groenewald, 1958 (Treur barb)
- Enteromius trimaculatus W. K. H. Peters, 1852 (Threespot barb)
- Enteromius trinotatus Fowler, 1936
- Enteromius trispiloides Lévêque, Teugels & Thys van den Audenaerde, 1987
- Enteromius trispilomimus Boulenger, 1907
- Enteromius trispilopleura Boulenger, 1902
- Enteromius trispilos (Bleeker, 1863)
- Enteromius turkanae A. J. Hopson & J. Hopson, 1982 (Lake Turkana barb)
- Enteromius unitaeniatus Günther, 1866 (Slender barb)
- Enteromius urostigma Boulenger, 1917
- Enteromius usambarae Lönnberg, 1907
- Enteromius validus Stiassny, Liyandja & Monsembula Iyaba, 2016 [3]
- Enteromius vanderysti Poll, 1945
- Enteromius venustus R. G. Bailey, 1980 (Red Pangani barb)
- Enteromius viktorianus Lohberger, 1929 (Victoria barb)
- Enteromius viviparus M. C. W. Weber, 1897 (Bowstripe barb)
- Enteromius walkeri Boulenger, 1904
- Enteromius walshae Mamonekene, Zamba & Stiassny, 2018[4]
- Enteromius wellmani Boulenger, 1911
- Enteromius yeiensis S. Johnsen, 1926
- Enteromius yongei Whitehead, 1960 (Nzoia barb)
- Enteromius zalbiensis Blache & Miton, 1960
- Enteromius zanzibaricus W. K. H. Peters, 1868 (Zanzibar barb)